# Patreliura capys
Patreliura capys är en fjärilsart som beskrevs av Pieter Cramer 1775. Patreliura capys ingår i släktet Patreliura och familjen björnspinnare. Inga underarter finns listade i Catalogue of Life.